# ネコノメソウ
ネコノメソウ（猫の目草、学名：Chrysosplenium grayanum）は、ユキノシタ科ネコノメソウ属の多年草。別名、ミズネコノメソウ。

## 特徴
植物体は、全体にやわらかく、葉腋の毛を除き無毛。地上性の走出枝があり、葉が対生し、葉腋からは多数の花茎が立ち上がる。また新たな走出枝をだし、伏した走出枝の節から根を下ろす。花茎は高さ4-20cmになり、対生する数対の茎葉がある。葉身は広卵形から卵円形で、長さ幅ともに5-15(4-17)mm、縁には3-8対の内曲した鈍鋸歯があり、両面とも無毛、基部は円形または切形となり、長さ2-6mmの葉柄となる。
花期は4-5月。花序には小型の花をやや密にをつける。花序を取り囲む苞葉は茎葉と同じ形をしており、黄緑色をおびる。花後の苞はしだいに緑色に変わる。花の径は約2mm。萼裂片は4個で花時に直立して内側はくぼみ、長さは約1mmになり、長楕円形で先は円頭、色は淡黄緑色または淡黄色になる。花弁は無い。雄蕊は萼裂片の基部に対生してつき、4個あり、長さ0.5mmで、花時に内側に傾く。裂開直前の葯は淡黄色。花盤は目立たない。子房は下位。花柱は2個あり、極めて短く、直立する。果実は朔果で斜開し、2個の心皮は大きさが異なり、嘴状にとがる。種子は多数あり、卵形で長さ約0.7mm、茶褐色で光沢があり、縦に1列の稜があり顕微鏡でないと見えない程度の微小な乳頭状突起が密生する。

## 分布と生育環境
日本固有種。南千島、北海道、本州、九州北部に分布し、山地の湿地、谷間、山麓の湿った場所などに生育し、よく群生する。ときに水田などにも生える。

## 名前の由来
和名ネコノメソウは、「猫の目草」の意で、果実が深く細く裂開したようすが、瞳孔が縦に狭くなった昼間のネコの目に似ていることにちなむ。
種小名（種形容語）grayanum は、アメリカ合衆国の植物学者、エイサ・グレイへの献名。

## ギャラリー

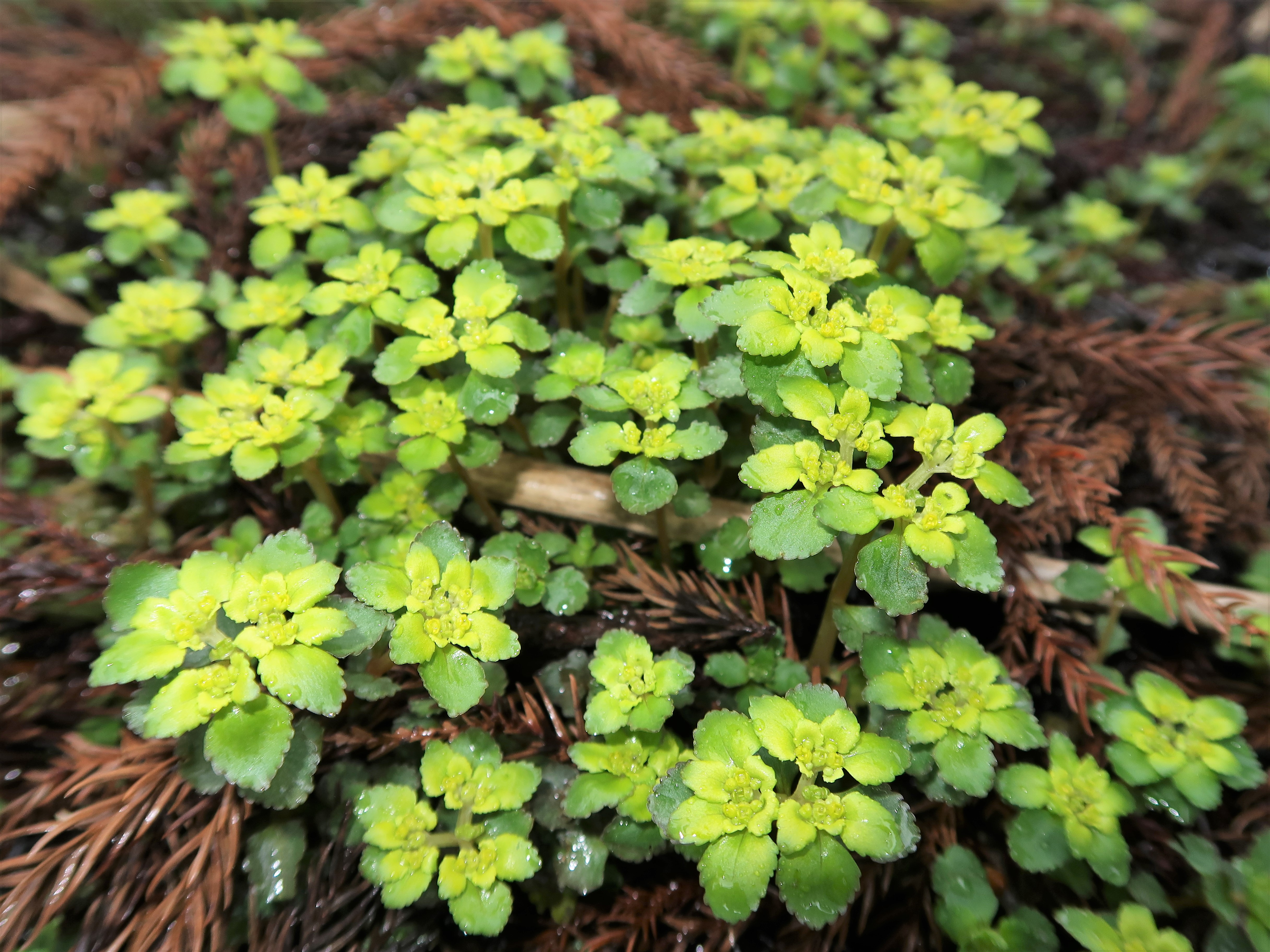
春に、湿った場所などによく群生する。
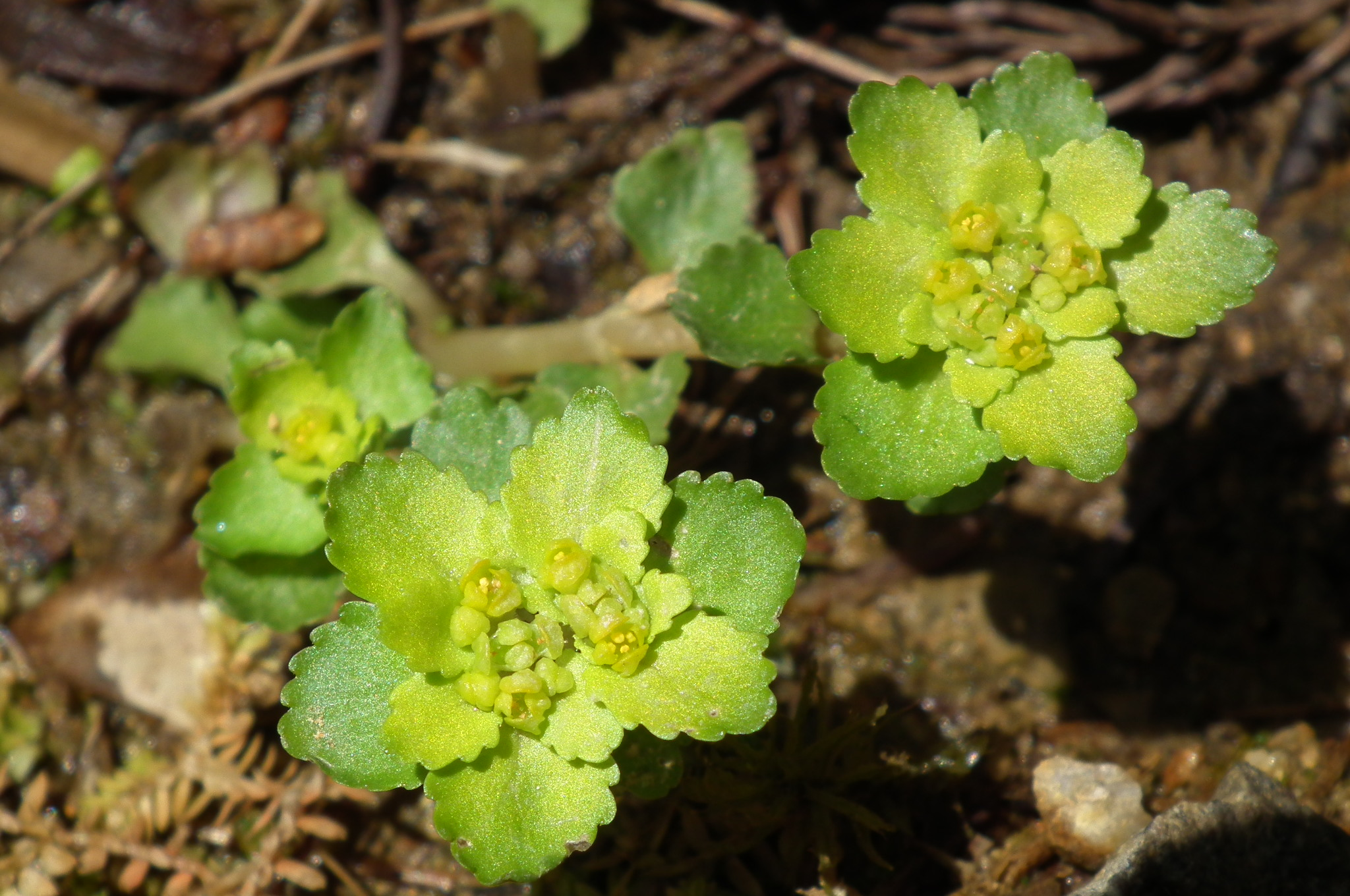
花序を取り囲む苞葉は茎葉と同じ形。黄緑色をおびる。
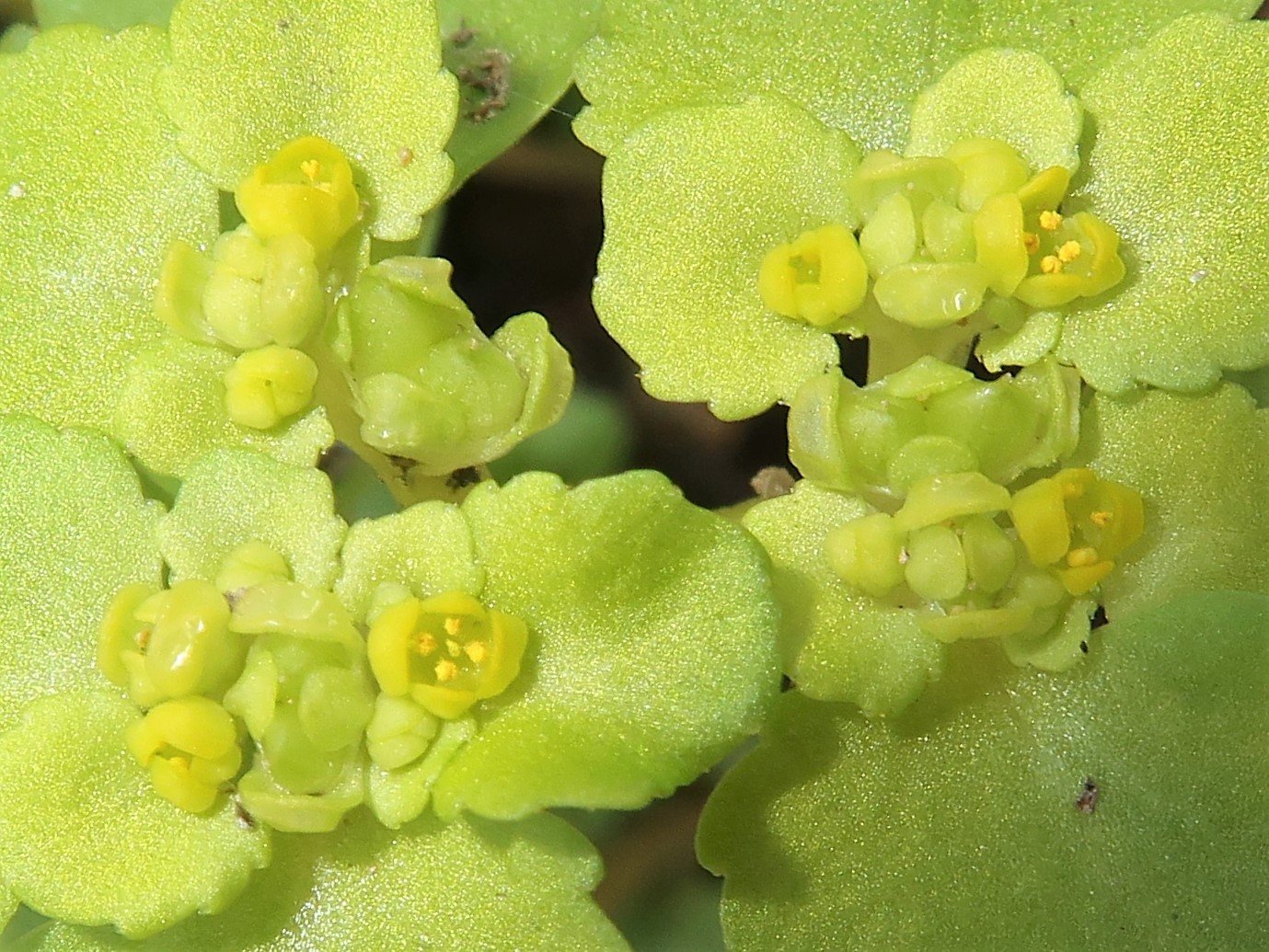
萼裂片は4個で直立して内側はくぼみ、淡黄緑色または淡黄色。雄蕊は4個あり、裂開直前の葯は淡黄色。
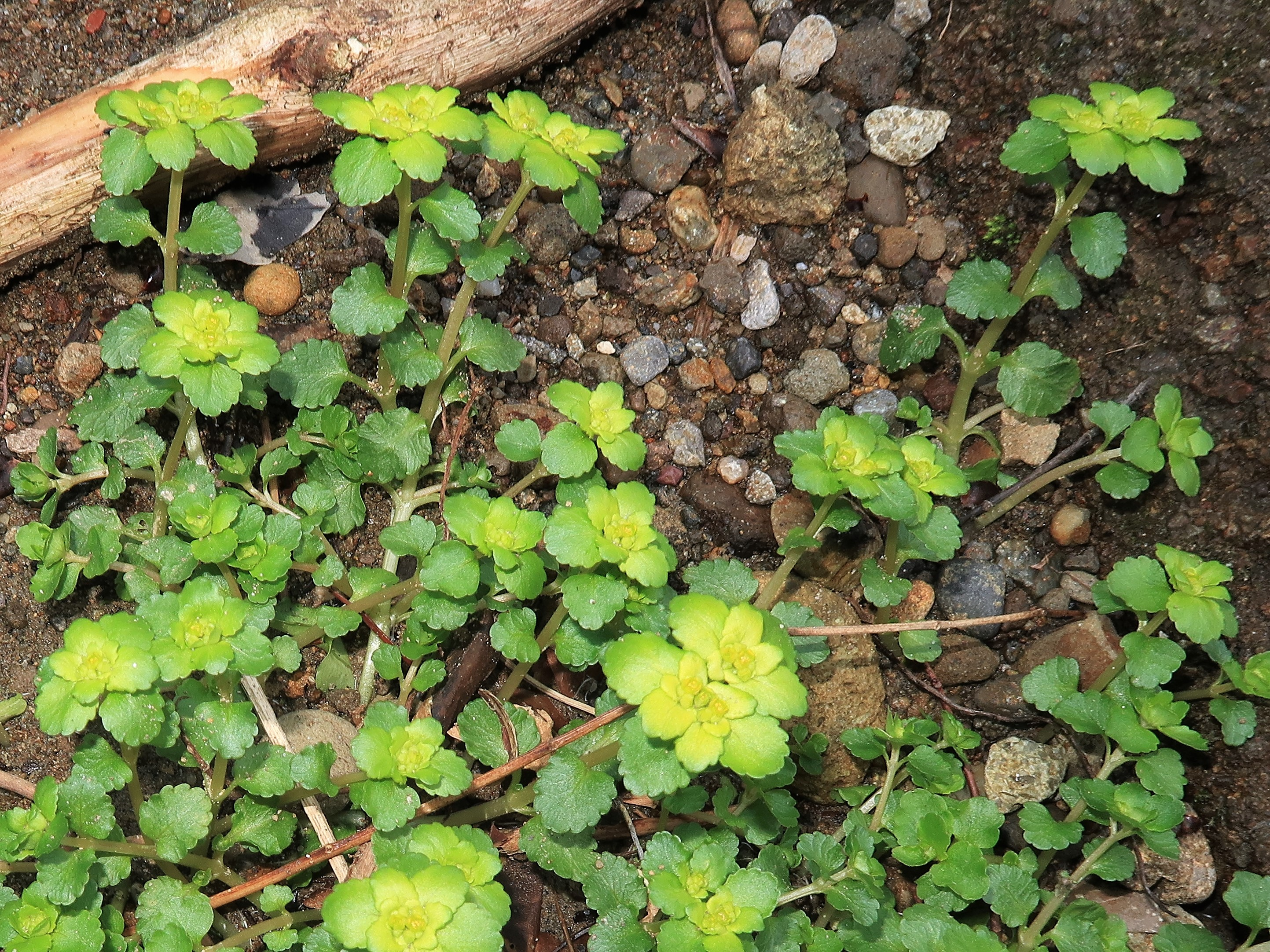
花茎は地上性の走出枝からでて立ち上がり、数対の茎葉は対生する。
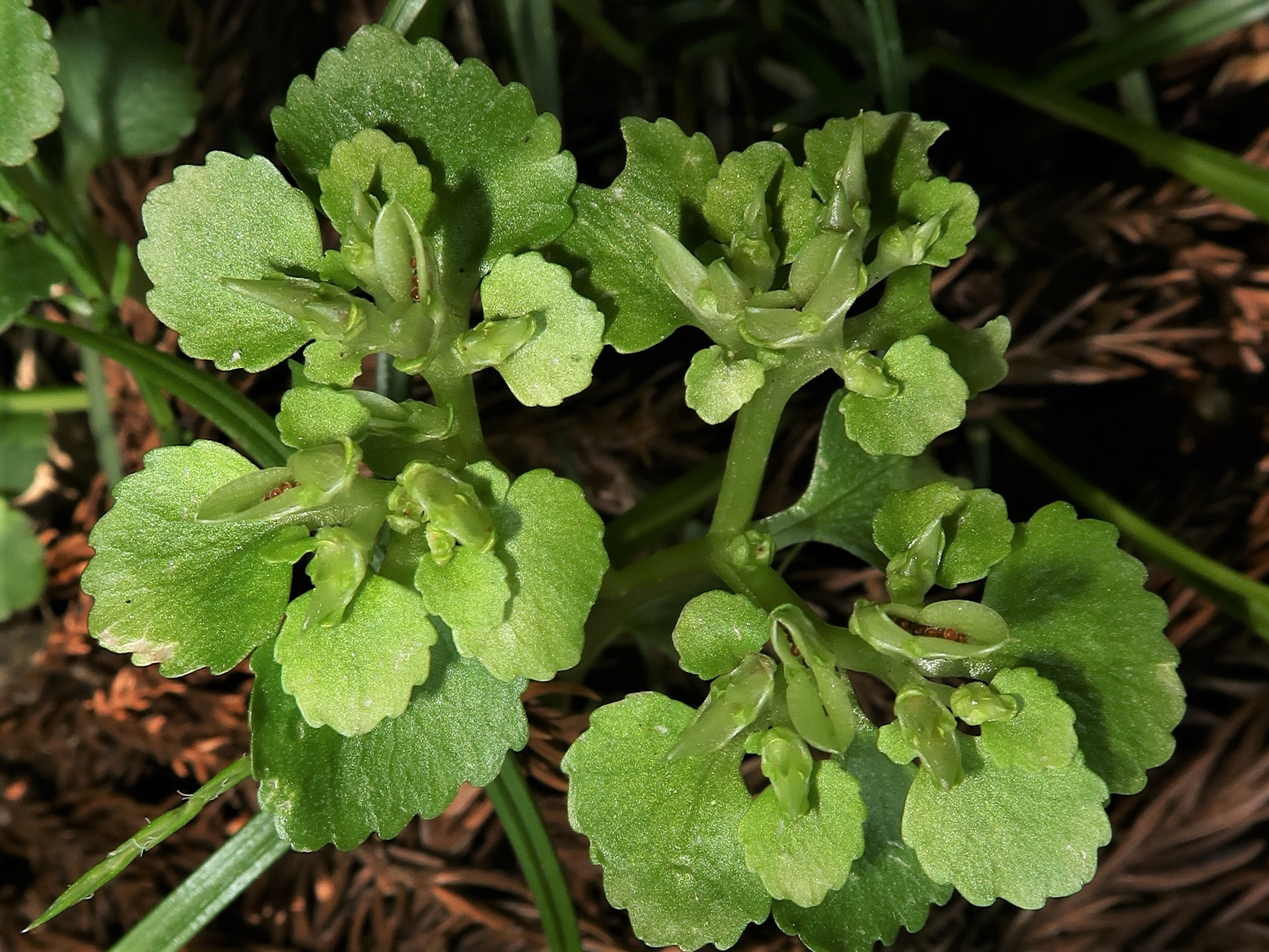
果実は深く細く裂開し、「猫の目」状になる。種子は多数ある。この頃の苞葉は緑色に変わる。